# Bryan Mahon

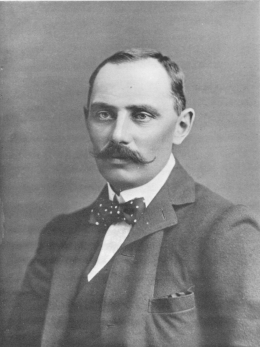
Bryan Mahon.

Bryan Thomas Mahon, född 2 april 1862, död 29 september 1930, var en irländskfödd brittisk militär.
Mahon blev officer vid kavalleriet 1883, överste 1900, generalmajor 1906, generallöjtnant 1912 och erhöll avsked 1921. Han deltog i fälttågen i Egypten och Sudan 1896-99, i boerkriget 1900-02 och var 1909-13 fördelningschef i Indien. Vid första världskrigets utbrott 1914 blev Mahon chef för 10:e fördelningen och deltog i Gallipolifälttåget 1915 samt blev i oktober samma år chef för den brittiska Salonikiarmén. Han var november 1916 - maj 1918 högste befälhavare på Irland och från 1922 ledamot av Irländska fristatens senat.